# Dżuban
Dżuban (arab. جوبان) – wieś w Syrii, w muhafazie Aleppo, w dystrykcie Ajn al-Arab. W 2004 roku liczyła 578 mieszkańców.